# Rattus ranjiniae
Rattus ranjiniae és una espècie de mamífer rosegador de la família dels múrids. És endèmica del sud de l'Índia. Els hàbitats naturals d'aquesta espècie de costums nocturns i excavadors inclouen les terres arables, les zones embassades i els camps conreats inundats. Està amenaçada per la transformació de terreny agrícola per a la construcció i l'ús cada vegada més estès de pesticides i altres productes agroquímics, així com per la competència amb la rata negra (R. rattus).